# Appius Claudius Pulcher (konsul 54 f.Kr.)
Appius Claudius Pulcher, död 48 f.Kr., var en  romersk politiker, ledande medlem av senatorpartiet i motsättning till den mäktige generalen Julius Caesar.
Claudius tjänstgjorde från 72 till 70 f.Kr. i Anatolien; detta i kriget mot Mithradates VI, kung av Pontus, underställd sin svåger Lucius Licinius Lucullus. År 57 f.Kr. var han praetor, 56–55 guvernör i Sardinien och 54 konsul. När Cicero återkom från exil 57 motsatte sig Claudius detta men de båda männen  försonades med hjälp av Caesars rival, Pompejus. 
Mellan 53 och 50 behöll Claudius och Cicero kontakten; det var under den tiden Claudius var guvernör i Kilikien i sydöstra Anatolien. Därefter blev det träta dem emellan. Trots detta hjälpte Cicero till att frikänna Claudius från en anklagelse om förräderi 51 genom sitt vittnesmål. Året därpå blev Claudius censor, men kort därefter flydde han från Italien som en följd av inbördeskriget som pågick 49–45. Pompejus utnämnde Claudius till befälhavare i Grekland, men han avled kort därefter. Claudius författade ett verk om augurerna, och den första boken tillägnade han Cicero.